# 食農倫理学
食農倫理学(agriculture and food ethics)（しょくのうりんりがく）、倫理的な食消費(ethical food consumption)とは、食物選択の倫理的評価（「私たちは何を食べるべきか」「私たちは何を食べるべきではないか」）の理論的検討を行う応用倫理学の一分野であり、また倫理的消費の一分野として位置づけられる。多く扱われるテーマとして、環境負荷、労働力の搾取、飢餓と飽食、家畜の非人道的な扱い（動物の権利）、食料生産および食料政策の意図しない影響などがあげられる。